# Соединение H
Соединение H (англ. Force H, читается «Эйч») — было британским военно-морским формированием во время Второй мировой войны. Оно было сформировано в конце июня 1940 года, чтобы заменить французскую военно-морскую мощь в западном Средиземноморье, удаленную французским перемирием с нацистской Германией. Силы занимали странное место в цепочке военно-морского командования. Обычной британской практикой было иметь военно-морские станции и флоты по всему миру, чьи командиры подчинялись Первому морскому лорду через флаг-офицера. Соединение H базировалось в Гибралтаре, но на базе уже был флаг-офицер, командующий в Северной Атлантике. Командующий Соединением H подчинялся не этому флаг-офицеру, а напрямую Первому морскому лорду, адмиралу флота сэру Дадли Паунду.

## Командиры соединения H
- вице-адмирал Джеймс Сомервилл (29 июня 1940 – 10 января 1942)
- контр-адмирал, с 14 июля 1942 - вице-адмирал Невилл Сифрет (10 января 1942 – 1 апреля 1943)

## Список тяжёлых кораблей Соединения H
- HMS Ark Royal — авианосец
- HMS Eagle — авианосец
- HMS Illustrious — авианосец
- HMS Hood — линейный крейсер
- HMS Renown — линейный крейсер
- HMS Nelson — линкор
- HMS Resolution — линкор
- HMS Valiant — линкор